# Chega de Saudade: A História e as Histórias da Bossa Nova

Chega de Saudade: A História e as Histórias da Bossa Nova é um livro que conta a história da bossa nova de autoria do renomado biógrafo Ruy Castro publicado pela primeira vez em 1990 pela editora paulista Companhia das Letras.

## Produção
Ruy Castro, realizou uma série de viagens entre Rio de Janeiro e São Paulo e inúmeros telefonemas gerando muitas horas de conversa sobre o movimento com pessoas que estavam ligadas na formação da bossa nova. Além, de ter ouvido grande parte da discografia de célebres músicos que fizeram parte do movimento. Castro contou com uma bolsa Universidade Estadual de Campinas (Unicamp) no programa Projeto do Artista Residente, para que conseguisse se dedicar a pesquisa.

## Livro
O livro tem finalidade de biografar a Bossa nova, movimento que ganhou popularidade ao fim da década de 1950 e posteriormente se popularizou mundialmente chegando aos Estados Unidos, o Japão e alguns países europeus.
Dentre os personagens centrais da obra estão os artistas Dick Farney, João Gilberto, Tom Jobim, Vinicius de Moraes, Ronaldo Bôscoli, Maysa, Elis Regina, Nara Leão, Miéle, Miúcha, Astrud Gilberto, Stan Getz, Frank Sinatra, Os Cariocas, João Donato, Newton Mendonça,Johnny Alf, Tito Madi,dentre outros personagens que tiveram grande importância para a influência, ascensão e declínio do movimento.

## Notoriedade
Após vinte e cinco anos do lançamento do livro, conta com excelentes números: 28 reimpressões e mais de 86.000 exemplares vendidos, sendo traduzidos para países como Estados Unidos, Japão, Itália, Alemanha, Espanha e Portugal.

## Ampliação
No ano de 2016, o livro ganhou uma nova versão ampliada e revisada, passando a possuir 536 páginas, tendo sido publicada em Portugal pela primeira vez. Castro, revisou algumas expressões clichês, substituiu os inúmeros termos em inglês e tratou essa edição com definitiva e a chamou de "cançãografia", um neologismo.